# Casa Provincial de Apipucos dos Irmãos Maristas
A Casa Provincial de Apipucos dos Irmãos Maristas é uma edificação histórica localizada na cidade do Recife, capital do estado brasileiro de Pernambuco. Abriga atualmente o Historial Marista, centro de memória e documentação da vida dos Irmãos Maristas no Brasil.

## História
A comunidade dos Irmãos Maristas do Norte do Brasil se instalou no bairro de Apipucos, Recife, em 16 de janeiro de 1911, ao adquirir um casarão do século XIX com 8 hectares de terreno. Em 1914, os irmãos iniciaram a construção do complexo, trabalhando como pedreiros, serventes e carpinteiros numa série de edificações. Nos idos de 1920 foi construído o lado sul, e em 1926 foi erguida a capela, com projeto de ampliação.